# Richard Boleslawski
Richard Boleslawski (Dębowa Góra, 4 februari 1889 – Hollywood, 17 januari 1937) was een Pools-Amerikaans regisseur en acteur.

## Levensloop
Richard Boleslawski werd in 1889 geboren als Bolesław Ryszard Srzednicki. Hij was aanvankelijk als acteur verbonden aan het Kunsttheater in Moskou. Tijdens de Eerste Wereldoorlog vocht hij mee aan de kant van de Russen. Hij emigreerde naar de Verenigde Staten in 1920. Daar maakte hij met hulp van regisseur Max Reinhardt carrière in de filmwereld. Hij draaide onder meer Rasputin and the Empress (1932), Men in White (1934) en The Painted Veil (1934).
Boleslawski stierf aan een hartinfarct tijdens de opnamen voor de film The Last of Mrs. Cheyney (1937).

## Filmografie (selectie)
- 1920: Bohaterstwo Polskiego Skauta
- 1921: Cud nad Wisłą
- 1930: The Grand Parade
- 1930: The Last of the Lone Wolf
- 1930: The Gay Diplomat
- 1932: Rasputin and the Empress
- 1933: Storm at Daybreak
- 1933: Beauty for Sale
- 1934: Fugitive Lovers
- 1934: Men in White
- 1934: Hollywood Party
- 1934: Operator 13
- 1934: The Painted Veil
- 1935: Clive of India
- 1935: Les Misérables
- 1935: Metropolitan
- 1935: O'Shaughnessy's Boy
- 1936: Three Godfathers
- 1936: The Garden of Allah
- 1936: Theodora Goes Wild
- 1937: The Last of Mrs. Cheyney